# Alibunár
Alibunár (szerbül: Алибунар / Alibunar, németül: Alisbrunn) városi jellegű település és község (járás) Szerbiában, a Vajdaságban, a Dél-bánsági körzetben.

## Fekvése
Pancsovától 36 km-re északkeletre fekszik.

## A község települései
A községhez Alibunáron kívül még kilenc település tartozik (zárójelben a szerb név szerepel):
- Alibunár (Алибунар / Alibunar)
- Ferdinándfalva (Нови Козјак / Novi Kozjak)
- Ilonc (Иланџа / Ilandža)
- Kevedobra (Добрица / Dobrica)
- Keviszöllős (Селеуш / Seleuš)
- Nagykárolyfalva (Банатски Карловац / Banatski Karlovac)
- Petre (Владимировац / Vladimirovac)
- Temesmiklós (Николинци / Nikolinci)
- Újsándorfalva (Јаношик / Janošik)
- Végszentmihály (Локве / Lokve)

## Nevének eredete
Neve a török Ali Binar (= Ali kútja) helynévből való.

## Története

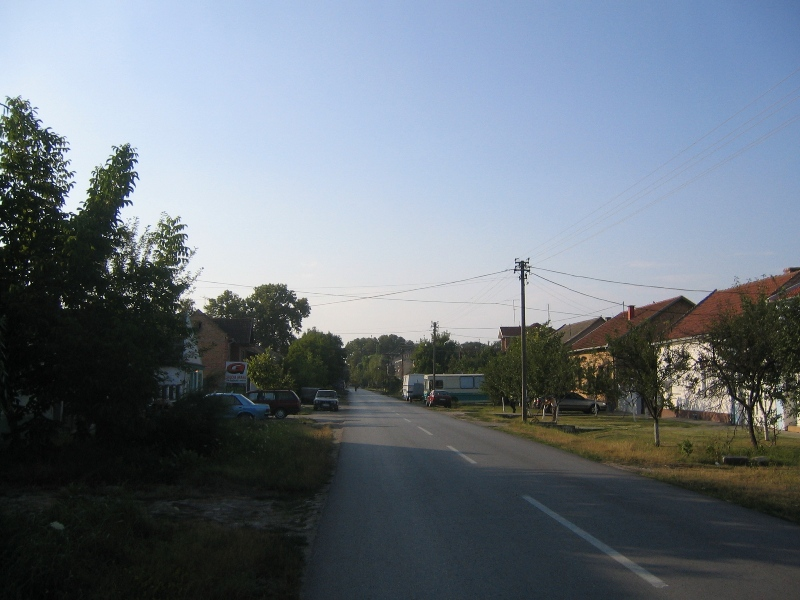
Utcakép

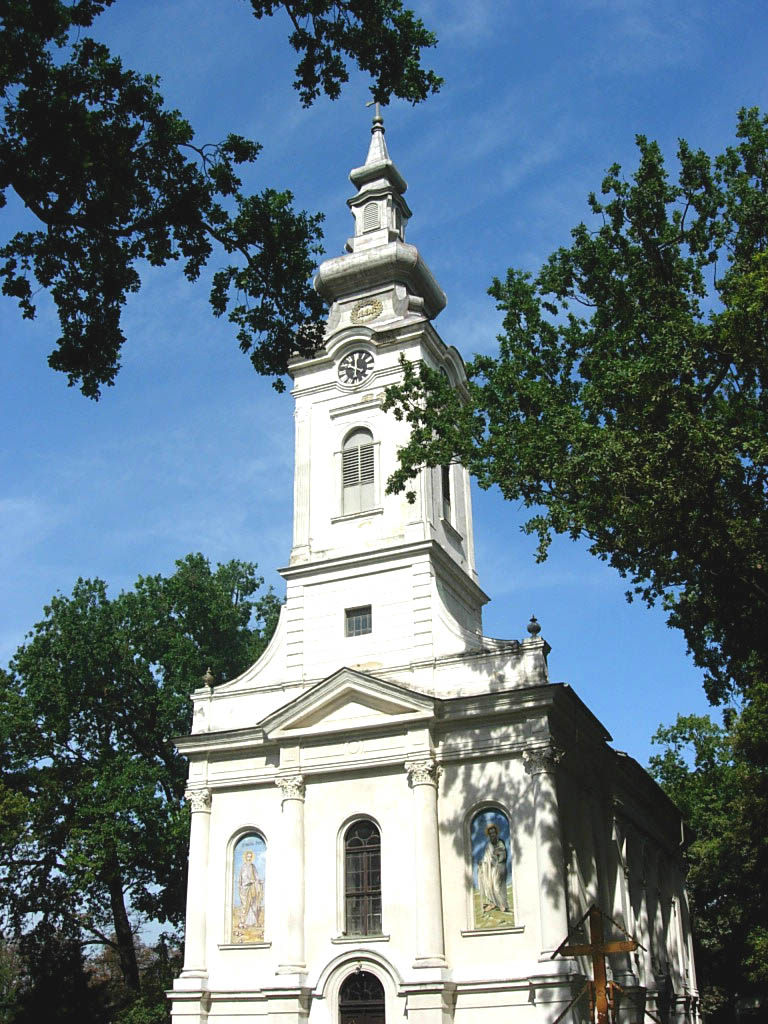
A görögkeleti (román) templom

Alibunár a török hódoltság alatt keletkezett. Nevét 1695-ben említik először Ali Binar néven.
1695-ben hódoltság végén, II. Musztafa szultán hadával együtt átvonult a településen is, és itt megpihenve Lippa felé vette útját.
1717-ben, a hódoltság utáni első összeíráskor 32 lakott házat számoltak itt össze. Az 1723-1725. évi gróf Mercy-féle térképeken is a lakott helyek között szerepelt.
1768-ban II. József császár délmagyarországi körútjában május 17–18-án Temesvárról Alibunárra jött és itt is éjszakázott, másnap, az alibunári és illáncsai mocsarak megtekintése után, tovább folytatta útját Tomasovácra (Tamáslaka).
1768-1773-ban, a szerb és a német katonai határőrvidék szervezésekor, a határőrök birtokába került s a Határőrvidék feloszlatásáig századszékhely volt.
1848. december 12-én Damjanich János, a későbbi honvédtábornok, 2500 emberével fényes győzelmet aratott itt a Suplikácz István szerb vajda vezérlete alatt álló szerb felkelőkön. A véres ütközetben a felkelők odahagyva egész felszerelésüket és poggyászukat, Pancsova felé menekültek, míg Damjanich, győztes honvédjeivel, Tomasovác felé vette útját. A küzdelem alatt az egész helység lángba borult s ekkor égett el a két görögkeleti egyház irattára is.
A Határőrvidék feloszlatásakor, 1872-ben, Torontál vármegyéhez csatolták, és az alibunári, a dobricai, illáncsai századokból, valamint a Petrovoszello helységből alakított Alibunári járás székhelye lett.
1910-ben 4512 lakosából 267 fő magyar, 335 fő német, 2717 fő román, 1166 fő szerb, 15 fő szlovák, 1 fő horvát, 2 fő egyéb anyanyelvű volt. Vallási tekintetben 506 fő római katolikus, 5 fő görögkatolikus, 20 fő református, 28 fő ág. hitv. evangélikus, 3884 fő görögkeleti ortodox, 8 fő unitárius, 38 fő izraelita, 14 fő egyéb vallású. A lakosok közül 2111 ember tudott írni és olvasni, továbbá 705 lakos tudott magyarul.

## Népesség

### Demográfiai változások
| 1948 | 1953 | 1961 | 1971 | 1981 | 1991 | 2002 | 2011           |
| ---- | ---- | ---- | ---- | ---- | ---- | ---- | -------------- |
| 3616 | 3811 | 3705 | 3951 | 3803 | 3738 | 3431 | 3431 fő (2002) |